# 카레킨 2세

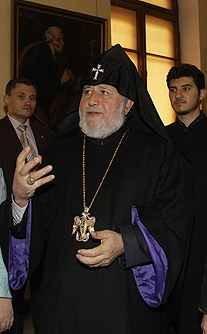

가톨리코스 카레킨 2세(Catholicos Karekin II, 아르메니아어: Գարեգին Բ, 1951년 8월 21일 ~)는 아르메니아 사도교회의 수장이다.